# Catoptria pauperellus
Catoptria pauperellus là một loài bướm đêm trong họ Crambidae.